# پاوپیسی
پاوپیسی (به ایتالیایی: Paupisi) یک کومونه در ایتالیا است که در استان بنونتو واقع شده‌است.

## خصوصیات
پاوپیسی ۹٫۰ کیلومترمربع مساحت و ۱٬۵۰۰ نفر جمعیت دارد.